# Jorge Moscoso
Jorge Ricardo Francisco Moscoso Flores (Arequipa, 17 de mayo de 1958) es un vicealmirante peruano en situación de retiro. Fue presidente del Comando Conjunto de las Fuerzas Armadas de 2014 a 2016 y Ministro de Defensa del Perú durante el Gobierno de Martín Vizcarra en 2019.

## Biografía
Nació en el departamento de Arequipa en 1958. Realizó sus estudios escolares en el Colegio Salesiano Don Bosco de la ciudad de Arequipa.

### Carrera naval
En marzo de 1975 ingresó a la Marina de Guerra del Perú. Egresó como Alférez de Fragata en 1980.
Se ha especializado en Guerra de Superficie y Armas de Superficie. Ha seguido el Curso Básico de Estado Mayor, el Curso de Comando y Estado Mayor y el Curso de Guerra Naval en la Escuela Superior de Guerra Naval.
Fue Jefe del Departamento de Planes, Programas y Presupuestos del Estado Mayor General de la Marina de Guerra del Perú.
Fue Agregado Naval en la Embajada del Perú en los Estados Unidos de América.
En 2009, asume el cargo de Subjefe del Estado Mayor General de la Marina.
En enero de 2011 fue nombrado como Jefe del Estado Mayor de la Comandancia General de Operaciones del Pacífico.
De 2009 a 2011 fue miembro del directorio de la empresa Servicios Industriales de la Marina (SIMA) como representante del Ministerio de Defensa.
En 2012, como vicealmirante, fue designado como comandante general de Operaciones de la Amazonía y Quinta Zona Naval.
En 2014 fue director general de Capitanías y Guardacostas.
A finales de 2014 fue designado como jefe del Comando Conjunto de las Fuerzas Armadas del Perú. Permaneció en el cargo hasta 2016.
En mayo de 2017 fue nombrado Director Ejecutivo del Programa Nacional Plataformas de Acción para la Inclusión Social del Ministerio de Desarrollo e Inclusión Social.

### Ministro de Defensa
El 8 de julio de 2019 fue nombrado Ministro de Defensa por el presidente Martín Vizcarra. Renunció al ministerio el 30 de septiembre de 2019, tras la disolución del Congreso de la República.